# Frederik Taulov
Frederik Taulov (Kristijanija, 20. oktobar 1847 – Volendam, 5. november 1906) bio je norveški slikar impresionizma, najpoznatiji po svojim prirodnim prikazima pejzaža.

## Biografija
Johan Frederik Taulov je rođen u Kristijaniji, kao sin bogatog hemičara Harald Konrad Taulova (1815–1881) and Nikoline ("Nina") Luiz Munk (1821–1894). Taulov je studirao ma Akademiji umetnosti u Kopenhagenu od 1870–72, a od 1873–75. je sa Hans Gude pohađao Školu umetnosti u Badenu u Karlsruhe.
Taulov je bio jedan od prvih slikara u Skagenu na severu Jutlanda, koji je ubrzo postao poznat po slikarima Skagena. Tu je došao 1879. godine sa svojim prijateljem Christian Krohg koji ga je nagovorio da tu provedu leto i jesen. Iz Norveške su doputovali Taulovim malim čamcem. Taulov, koji se specijalizovao za slikanje marina, okrenuo se Skagenovim omiljenim predmetima, ribarima i čamcima.
Nakon boravka u Skagenu, Taulov se 1880. godine vratio u Norvešku. Postao je jedan od vodećih mladih figura na norveškoj umetničkoj sceni, zajedno sa Christian Krohg i Erik Werenskiold, a dao je i svoj doprinos osnivanju prve Nacionalne umetničke izložbe (takođe poznate kao Høstutstillingen ili Jesenja izložba) 1882. godine. Mnoge od Taulovih najpoznatijih norveških prikaza na slikama su iz Åsgårdstrand, koji je od 1880ih postao značajan centar za umetnike i slikare.
Taulov se 1892. godine seli u Francusku, gde je živeo do svoje smrti 1906. godine. Taulov je brzo shvatio da mu Pariz ne odgovara. Njegove najbolje slike su nastale u malim gradovima kao što su Montreuil-sur-Mer (1892–94), Dieppe i okolnim selima (1894–98), Quimperle u Brittany (1901) i Beaulieu-sur-Dordogne (1903).
Taulov je dobitnik brojnih nagrada, uključujući i Royal Norwegian Order of St. Olav 1905. godine. Dobitnik je Francuske legija časti, Order of Saints Maurice and Lazarus iz Italija, orden Nichan Iftikhar iz Tunis. Umro je u Volendamu, u Holandiji. Nacionalna galerija Norveške poseduje 37 njegovih dela, koja se još nalaze i u Hermitage Museum u Sankt Peterburg, Museum of Fine Arts u Boston i Busch-Reisinger Museum na Harvard University.

## Lični život
Taulov se dva puta ženio. Godine 1874. je oženio Ingeborg Šarlot Gad (1852–1908). Brak se raspao 1886. godine kada se oženio Aleksandrom Lason (1862–1955), ćerkom Karla Lasona (1830–1893), uglednog norveškog advokata.

## Izabrana dela
- Norsk vinterlandskap
1890.
- Fra Akerselven, 1897. until 1901.
- Fra Dieppe med leven Arques
1895.
- La Dordogne
 1903.
- The Priest, Unknown date.
- Marmortrappen
1903.
- Rialto.
- Moonlight in Beaulieu
1904.
- Place Marbot 
1904.
- 1894.

## Drugi izvori
- Poulsson, Vidar Frits Thaulow: 1847-1906 (B.A. Mathisen). 1992.  978-82-91255-00-2.
- Poulsson, Vidar; Thune, Richard M. Frits Thaulow (Hirschl & Adler Galleries; 1985)
- Haverkamp, Frode (trans. Joan Fuglesang) Hans Fredrik Gude: From National Romanticism to Realism in Landscape (Aschehoug). 1992.  978-82-03-17072-0.

## Spoljašnje veze
- Kulturnett.no
- Small town square Архивирано на веб-сајту  (5. март 2016), Fritz Thaulow on the official website of the Musée Rodin.